# Dodia albertae
Dodia albertae là một loài bướm đêm thuộc phân họ Arctiinae, họ Erebidae. Nó được tìm thấy ở Canada và lục địa Á-Âu. 
Sải cánh dài khoảng 30 mm. Con trưởng thành bay từ tháng 6 đến tháng 7 tùy theo địa điểm.

## Phụ loài
- Dodia albertae albertae (vùng núi Nam Siberia, Bắc Urals, Nam bán đảo Tamir, Yakutia, Magadan, Bắc Mông Cổ, Alaska đến Quebec, phía nam đến Calgary, Alberta dọc theo chân đồi dãy núi Rocky)
- Dodia albertae atra (vùng núi Bắc Siberia, Yakutia, Nam Magadan, Bắc Mông Cổ)
- Dodia albertae eudiopta (Polar Urals, Taimir, Tây Bắc Yakutia)